# Paul Stalteri
Paul Stalteri (* 18. října 1977) je bývalý kanadský fotbalový obránce, naposledy hrající za německý bundesligový klub Borussia Mönchengladbach. Zúčastnil se fotbalového Konfederačního poháru FIFA 2001 a Zlatého poháru CONCACAF 2007 a 2009. Zároveň je rekordmanem v počtu odehraných zápasů za reprezentaci Kanady.